# Parakodaika angolae
Parakodaika angolae – gatunek kosarza z podrzędu Laniatores i rodziny Assamiidae. Jedyny znany przedstawiciel monotypowego rodzaju Parakodaika.

## Występowanie
Gatunek został wykazany z Angoli